# Крестовский, Ярослав Игоревич
Ярослав Игоревич Крестовский (9 февраля 1925, Ленинград — 23 января 2004, Санкт-Петербург) — советский живописец и график, член Санкт-Петербургского Союза художников (до 1992 года — Ленинградской организации Союза художников РСФСР).

## Биография
Родился 9 февраля 1925 года в Ленинграде в семье известного ленинградского скульптора, профессора Ленинградского института живописи, скульптуры и архитектуры Игоря Всеволодовича Крестовского (1894—1976; см. также: Портрет скульптора Игоря Крестовского). Внук известного русского прозаика В. В. Крестовского (1840—1895), автора романа «Петербургские трущобы».
С 1937 по 1941 год Ярослав Крестовский занимался в Средней художественной школе при Всероссийской Академии художеств у К. М. Лепилова, О. Б. Богаевской, М. Д. Натаревича. После начала войны был эвакуирован с семьёй в Ростов Великий Ярославской области. После возвращения из эвакуации в 1944 году поступил на живописное отделение только что открытого Ленинградского высшего художественно-промышленного училища.
Осенью 1945 года произошло трагическое событие в жизни Крестовского. Ещё до начала войны ему подарили ружьё и охота стала его настоящей страстью. Во время охоты на уток в лесах под Вырицей, он был случайно ранен дробью в глаз, который пришлось удалить. Опасаясь, что это сможет повлиять на его восприятие цвета, Крестовский перешёл на отделение мастеров альфрейной живописи, готовившее кадры реставраторов, которое окончил в 1948 году. С 1948 по 1950 работал в Государственных реставрационных мастерских как художник-реставратор стенных росписей. Одновременно в качестве вольнослушателя посещает занятия в Ленинградском институте живописи, скульптуры и архитектуры имени И. Е. Репина, а в 1950 поступает туда на графический факультет.
Спустя два года переходит на живописный факультет и в 1956 оканчивает институт по мастерской театральной живописи Михаила Бобышова с присвоением квалификации художника театрально-декорационной живописи. Дипломная работа — эскизы декораций и костюмов к опере Н. А. Римского-Корсакова «Снегурочка».
Участвовал в выставках с 1957 года, экспонируя свои работы вместе с произведениями ведущих мастеров изобразительного искусства Ленинграда. В 1958 году был принят в члены Ленинградского Союза советских художников. Писал городские и ландшафтные пейзажи, натюрморты, портреты, жанровые и сложносочинённые композиции. Самобытность творческой манеры Ярослава Крестовского наиболее полно выразилась в серии натюрмортов, жанровых композиций и «ленинградских дворов», написанных с конца 1950-х до середины 1970-х годов. Её отличает декоративно-плоскостный колорит, графичность, условность и иносказательность искусно срежиссированной композиции, ассоциативность. В работах Ярослава Крестовского подмечены многие характерные черты современной ему действительности, полной подспудных противоречий и драматических контрастов, и выраженных языком живописно-пластических образов.
Автор картин «Прионежье. Кондопога» (1956), «Яхты», «Белая ночь. Крюков канал» (обе 1957), «Ростов», «Солнечный день в Ленинграде», «Канал Грибоедова», «Фонтанка. Белая ночь», «Глухарь»,"Крюков канал. Утро" (все 1958), «Прачечный мост», «На Васильевском острове», «Двор» (все 1959), «Канал утром», «Белая ночь в Ленинграде» (обе 1961), «Роза. Портрет жены» (1962), «Фантазия на северные темы. Ночь» (1963), «Морозный день», «Вечер. Балтийский завод», «Час рассвета. Фонтанка» (все 1964), «Натюрморт с манекеном» (1965), «Белые ночи» (1967), «Часовых дел мастера», «Мёртвое дерево» (обе 1968), «Часовщики. По мотивам сказок Гофмана», «Штурм Тихвина» (1969), «Курская дуга. Контрнаступление на Белгород», «Часы и куклы» (обе 1972), «Турбостроительный цех», «Сборщики» (1975), «Час до восхода солнца», «Гроза», «Тревожная белая ночь», «Ленинградский мотив» (все 1977) и др.
В шестидесятые годы преподавал на кафедре общей живописи в Ленинградском высшем художественно-промышленном училище имени В. И. Мухиной.
Крестовский был одним из участников группы художников «Одиннадцать». Группа наиболее ярких представителей «левого ЛОСХа» объединилась для участия в двух выставках, в 1972 и в 1976 году. Выставки прошли в выставочном зале Союза Художников России на Охте.
В группу входили также Виктор Тетерин, Евгения Антипова, Завен Аршакуни, Валерий Ватенин, Герман Егошин, Борис Шаманов, Валентина Рахина, Леонид Ткаченко, скульптор Константин Симун, художников поддерживал также искусствовед Л. В. Мочалов.
В середине 1970-х у Крестовского неожиданно ухудшается зрение; врачи не разрешают ему писать, через несколько лет он окончательно теряет зрение. Последние работы художника датированы 1977 годом. Персональные выставки произведений Ярослава Крестовского были показаны в Ленинграде (1984), Москве (1986) и Санкт-Петербурге (1995, 2000).
Скончался 23 января 2004 года в Санкт-Петербурге на 79-м году жизни.
Произведения Я. И. Крестовского находятся в Русском музее, Третьяковской галерее, в музеях и частных собраниях в России, Германии, Франции и других странах.

## Выставки
- 1956 год (Ленинград): Осенняя выставка произведений ленинградских художников.
- 1957 год (Ленинград): 1917—1957. Выставка произведений ленинградских художников.
- 1958 год (Ленинград): Осенняя выставка произведений ленинградских художников.
- 1960 год (Ленинград): Выставка произведений ленинградских художников 1960 года.
- 1960 год (Ленинград): Выставка произведений ленинградских художников.
- 1961 год (Ленинград): «Выставка произведений ленинградских художников» открылась в залах Государственного Русского музея.
- 1962 год (Ленинград): "Осенняя выставка произведений ленинградских художников".
- 1964 год (Ленинград): Ленинград. Зональная выставка.
- 1972 год (Ленинград): По Родной стране. Выставка произведений ленинградских художников.
- 1975 год (Ленинград): Наш современник. Зональная выставка произведений ленинградских художников.
- 1976 год (Москва): Изобразительное искусство Ленинграда.
- 1977 год (Ленинград): Выставка произведений ленинградских художников, посвящённая 60-летию Великого Октября.
- 1980 год (Ленинград): Зональная выставка произведений ленинградских художников.
- 1997 год (Петербург): Связь времён. 1932—1997. Художники — члены Санкт-Петербургского Союза художников России.